# هوداس
هوداس (به مجاری:  Hodász) یک منطقهٔ مسکونی در مجارستان است که در سابولچ-ساتمار-برگ واقع شده‌است. هوداس ۲۶٫۴۹ کیلومتر مربع مساحت و ۳٬۳۸۰ نفر جمعیت دارد.